# Epitranus emissicius
Epitranus emissicius är en stekelart som beskrevs av Wallace A. Steffan 1957. Epitranus emissicius ingår i släktet Epitranus och familjen bredlårsteklar.
Artens utbredningsområde är Elfenbenskusten. Inga underarter finns listade i Catalogue of Life.